# Liste des esplanades de Paris
Pour les articles homonymes, voir Esplanade.
À Paris, un certain nombre de lieux publics dotés d’un nom officiel sont appelés « esplanade ».
- Esplanade du 9-Novembre-1989, voie publique du 15e arrondissement ;
- Esplanade Alice-Milliat, voie publique du 18e arrondissement ;
- Esplanade André-Chamson, voie publique du 15e arrondissement ;
- Esplanade André-Tollet, voie publique des 3e, 10e et 11e arrondissements ;
- Esplanade d'Arménie, voie publique du 8e arrondissement ;
- Esplanade Bernard-Dupérier, voie publique du 16e arrondissement ;
- Esplanade du Capitaine-Henri-Pierret, voie publique du 15e arrondissement ;
- Esplanade Charles-Axel-Guillaumot, voie publique du 14e arrondissement ;
- Esplanade Claude-Luter, voie publique du 20e arrondissement ;
- Esplanade du Général-Casso, voie publique du 17e arrondissement ;
- Esplanade Gilles-Jacquier, voie publique du 11e arrondissement ;
- Esplanade Habib-Bourguiba, voie publique du 7e arrondissement ;
- Esplanade Henri-de-France, voie publique du 15e arrondissement ;
- Esplanade Hubert-Beuve-Méry, voie publique du 13e arrondissement ;
- Esplanade des Invalides, voie publique du 7e arrondissement ;
- Esplanade Jacques-Chaban-Delmas, voie publique du 7e arrondissement ;
- Esplanade Johnny-Hallyday, voie publique du 12e arrondissement ;
- Esplanade Joseph-Wresinski, voie publique du 16e arrondissement ;
- Esplanade Léo-Hamon, voie publique du 13e arrondissement ;
- Esplanade Max-Guedj, voie publique du 15e arrondissement ;
- Esplanade Nathalie-Sarraute, voie publique du 18e arrondissement ;
- Esplanade des Ouvriers-de-la-Tour-Eiffel, voie publique du 7e arrondissement ;
- Esplanade Pierre-Vidal-Naquet, voie publique du 13e arrondissement ;
- Esplanade Renée-Lebas, voie publique du 11e arrondissement ;
- Esplanade Roger-Joseph-Boscovich, voie publique du 11e arrondissement ;
- Esplanade Roger-Linet, voie publique du 11e arrondissement ;
- Esplanade Saint-Louis, voie publique du 12e arrondissement ;
- Esplanade Silvia-Monfort, voie publique du 15e arrondissement ;
- Esplanade du Souvenir-Français, voie publique du 7e arrondissement ;
- Esplanade des Villes-Compagnons-de-la-Libération, voie publique du 4e arrondissement.